# Bogenried (Erdweg)
Koordinaten: 48° 18′ N, 11° 16′ O
Bogenried ist ein Ortsteil der Gemeinde Erdweg im Landkreis Dachau (Bayern).

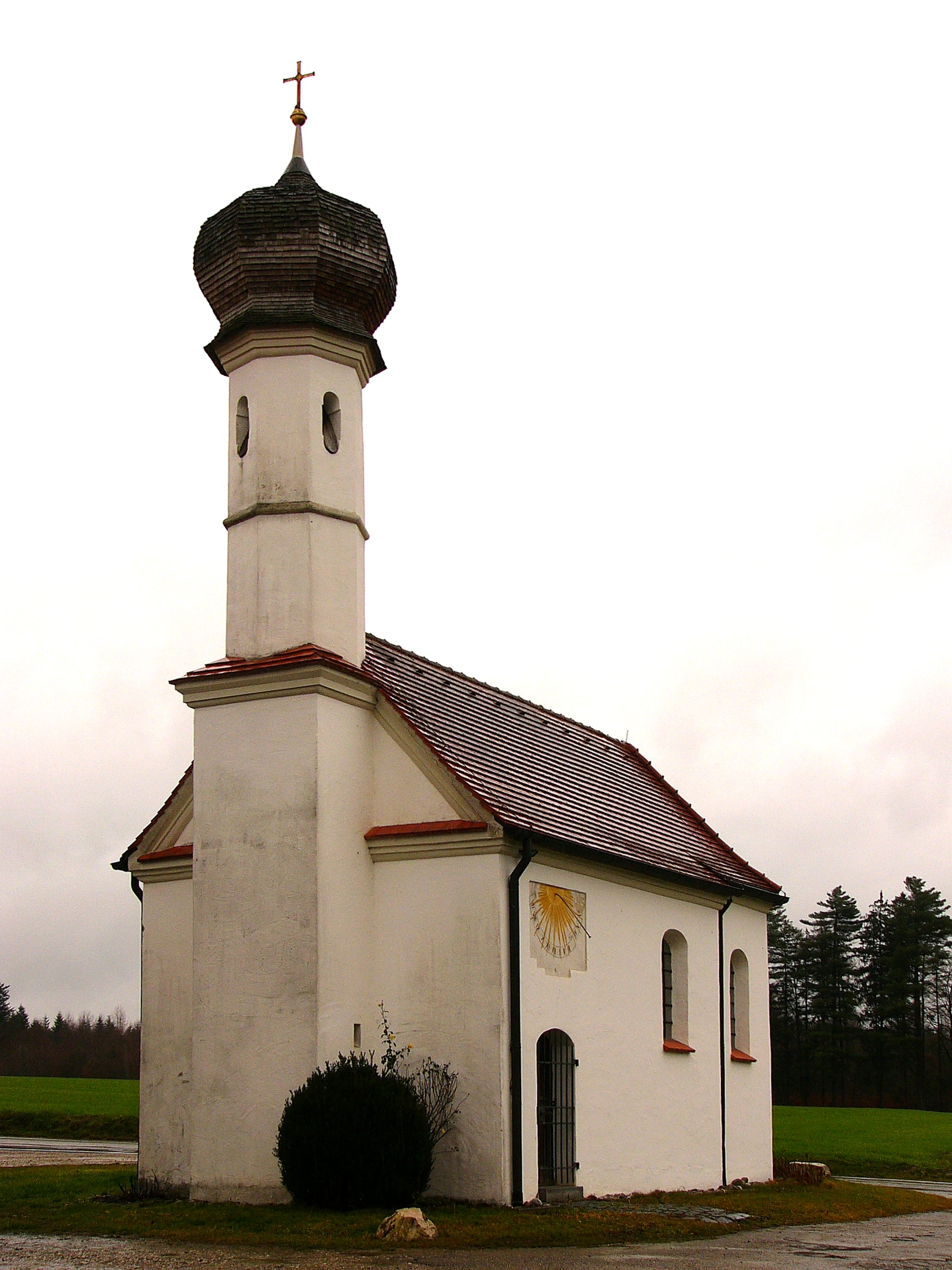
Kirche St. Michael

## Geographie
Die Einöde Bogenried befindet sich etwa zwei Kilometer nördlich von Sulzemoos an der Staatsstraße 2054.

## Geschichte
Der Einödhof Bogenried wird 1383 mit einem Renhart von Bogenried erstmals erwähnt.

## Sehenswürdigkeiten
- Katholische Filialkirche St. Michael: erbaut 1614, 1709/10 barockisiert, Renovierung 1982.[1]